# Розкопанці
Розко́панці — село в Україні, у Обухівському районі Київської області. Належить до Богуславської міської громади. Населення за даними перепису 2001 року становило 969 осіб.
 «Від Хохітви наш шлях пролягає до Розкопанців. У цьому селі збереглася пам'ятка архітектури національного значення — трьохглава дерев'яна церква Івана Богослова, зведена 1884 року. До церкви прибудована дзвіниця. Типова для Правобережжя будівля церкви вражає майстерно виконаними деталями та гармонійністю композиції. В інтер'єрі збереглись розписи XIX століття.» (Із книги «Дванадцять маршрутів Київщиною»).

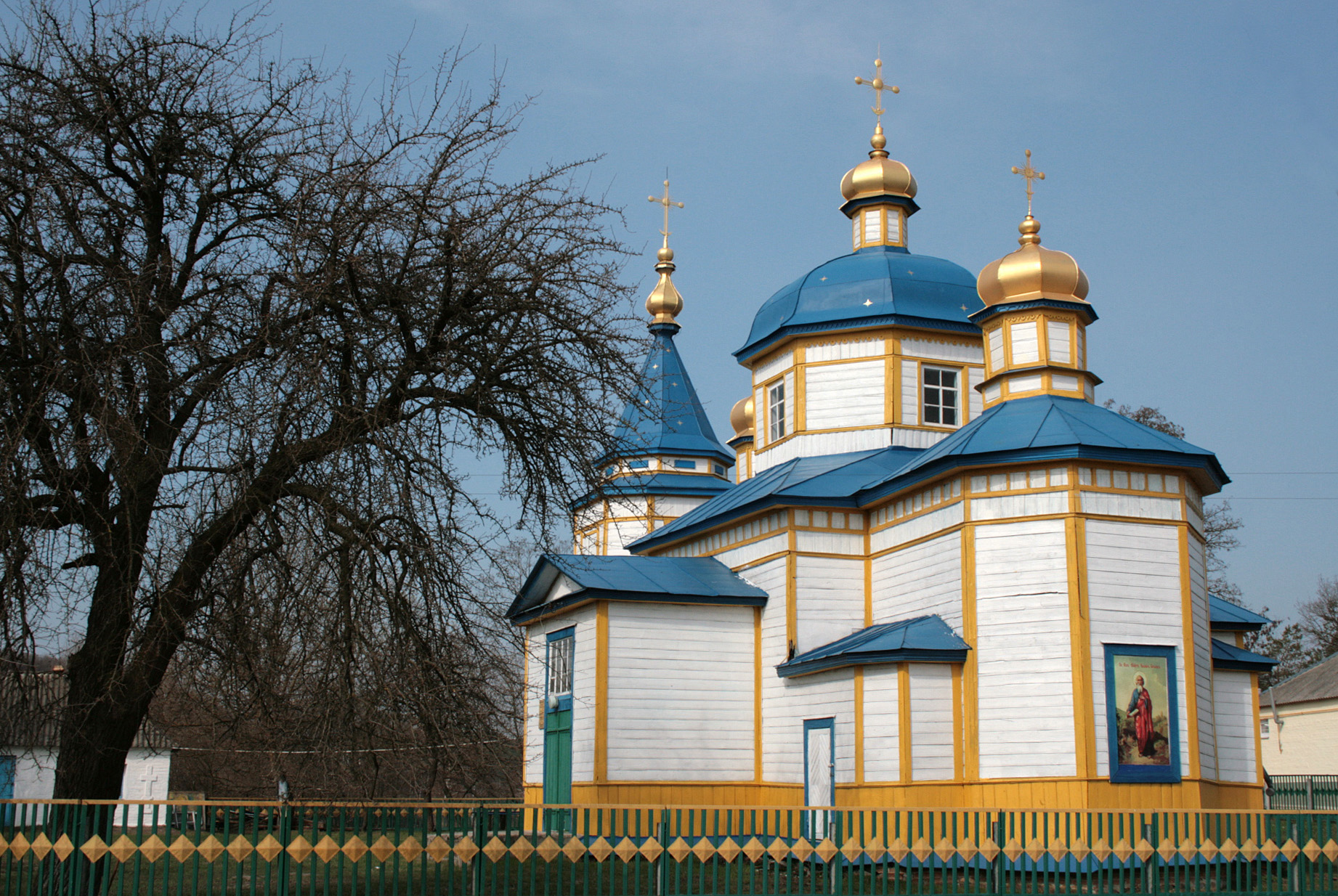
Церква св. Івана Богослова, XIX ст.

## Історія та географічне розташування

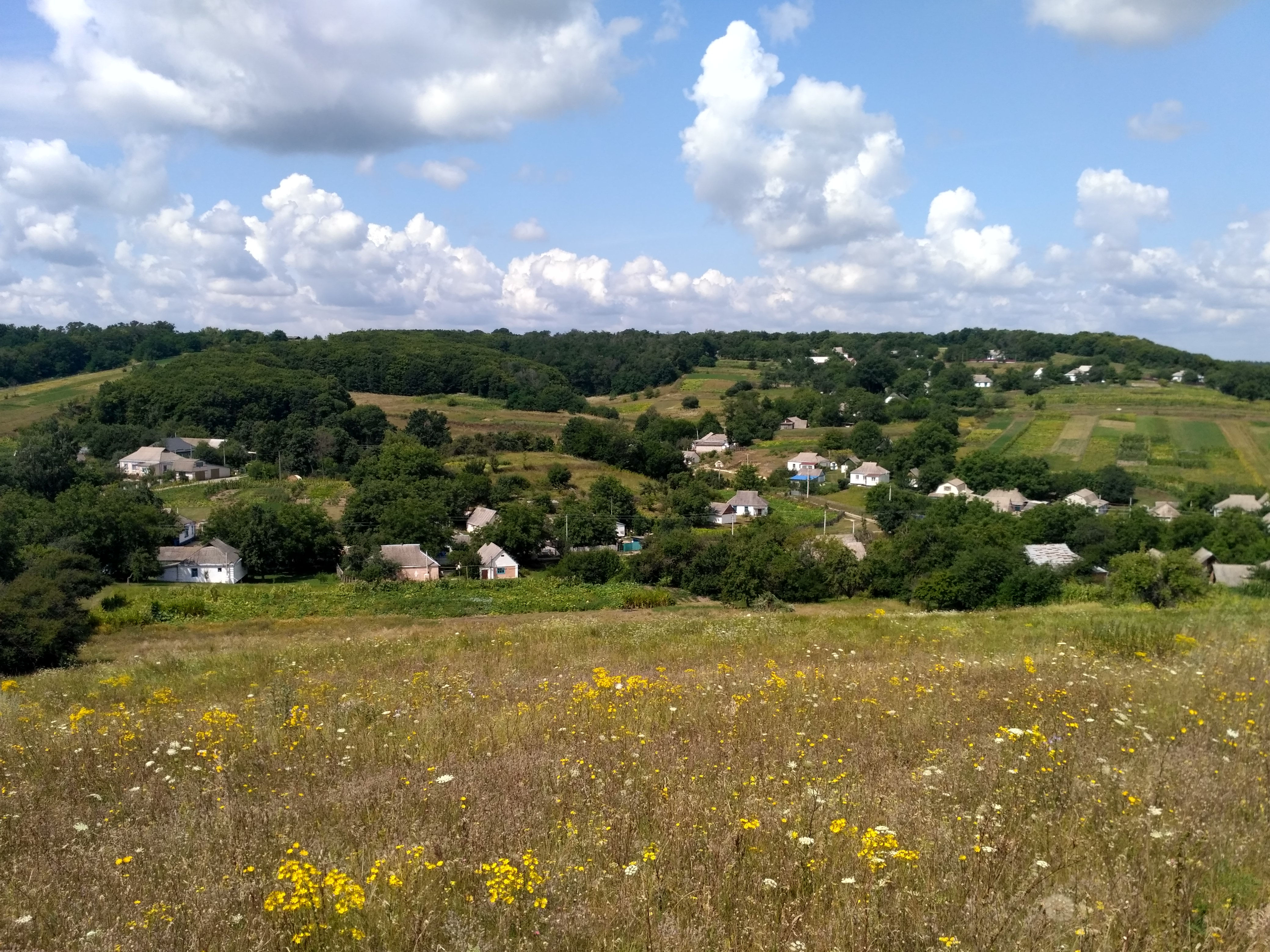
Краєвиди села

Перші відомості про село, що розташоване за 3 км на захід від Богуслава датуються 1830 роком, хоча люди заселили цю територію набагато раніше. Рельєф села горбистий, що очевидно пояснює назву села від дієслова «розкопати»: перші поселенці жили в землянках, викопаних («розкопаних») у навколишніх пагорбах.
Розкопанці розташовані на правому березі річки Рось; навпроти, на лівому березі лежить село Мисайлівка.
Станом на 1885 рік у колишньому власницькому селі Богуславської волості Канівського повіту Київської губернії мешкало 818 осіб, налічувалось 100 дворових господарств, існували школа та постоялий будинок.
За переписом 1897 року кількість мешканців зросла до 1136 осіб (550 чоловічої статі та 586 — жіночої), з яких 1107 — православної віри.
1910 року в селі було відкрито церковно-приходську школу, яка мала 4 класи, уроки в школі проводив священник. Будівля цієї школи слугувала за призначенням аж до відкриття нової школи у 1993 році. Сьогодні в приміщенні «старої школи» знаходяться 2 магазини, основна площа орендується приватним підприємством.
Наприкінці 20-х років з приходом і утвердженням радянської влади у Розкопанцях було створено перший колгосп. Згодом Розкопанецький колгосп було об'єднано з Хохітвянським колгоспом «Україна», а в Розкопанцях залишилась колгоспна бригада.
В 1990-х роках колгоспні угіддя були розпайовані між членами колишнього колгоспу і з часом приватизовані. Досі більшість сільськогосподарських земель навколо села орендується Хохітвянським сільськогосподарським підприємством - ТОВ "Богуславка-Агро".

## Освіта
Сьогодні в селі Розкопанці працює дитячий садок та загальноосвітня школа І-ІІ ступенів. Школу відвідує близько 80 дітей. Після 9 класу учні можуть продовжувати здобувати загальну середню освіту в школах міста Богуслав, чи села Дибинці.

## Культура і духовність
В селі діє будинок культури, в якому регулярно проводяться концерти, різноманітні заходи для жителів села. При будинку культури діє народний хоровий колектив "Розкопанчаночка", який бере участь у культурних заходах не лише сільського, а й районного значення. Також в приміщенні будинку культури розташована діюча бібліотека.
У селі Розкопанці діє храм Івана Богослова, який є найважливішою історично-духовною пам'яткою села. Дерев'яна триглава церква була побудована 1884 року та освячена на честь святого апостола Івана Богослова; до церкви прибудовано дзвіницю.. У радянський період церкву було закрито, в приміщенні знаходилась коглгоспна комора. Зі здобуттям Україною незалежності, силою громади села церкву відновлено, в ній почались богослужіння. Понині в ній збереглась частина розписів XIX ст. Церква діє, як парафіяльний храм Української Православної Церкви.

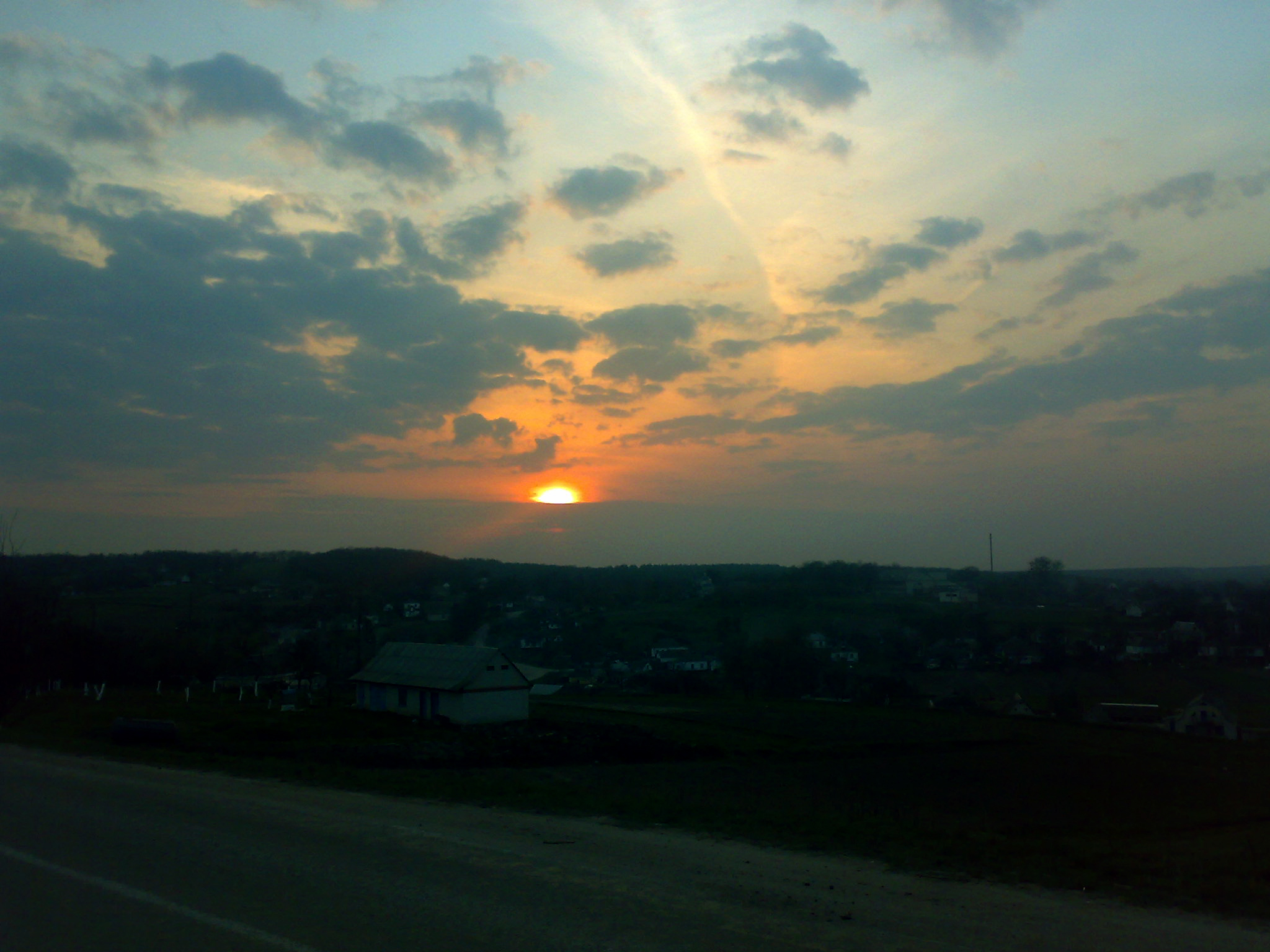
Захід сонця над Розкопанцями

Клірові відомості, метричні книги церкви св. Іоанна Богослова с. Розкопанці Богуславської волості Канівського повіту Київської губернії зберігаються в Центральному державному історичному архіві України, м. Київ.

## Події сучасності
2004 року в селі знімався кліп сучасного українського гурту «Гайдамаки» на пісню «Богуслав». До участі у зйомках кліпу було запрошене мало не все село. Основні події відбуваються на стадіоні Розкопанецької школи.
У кліпі можна помітити будівлі школи, магазину і церкви.

## Відомі люди
- Карлаш Олексій Анатолійович (1993—2019) — молодший сержант Збройних сил України, учасник російсько-української війни.